# Manor Creek (Kentucky)
Manor Creek es una ciudad del condado de Jefferson, actualmente consolidado con la ciudad de Louisville, Kentucky, Estados Unidos. Tiene una población estimada, a mediados de 2023, de 237 habitantes.

## Geografía
Está ubicada en las coordenadas 38°17′52″N 85°35′18″O / 38.29778, -85.58833 (38.297913, -85.588201). Según la Oficina del Censo, tiene una superficie de 0.14 km² de tierra y 0.001 km² de agua.

## Demografía
Según el censo de 2020, en ese momento había 240 personas residiendo en la zona. La densidad de población era de 1714.29 hab./km². El 87.92% de los habitantes eran blancos, el 2.50% eran afroamericanos, el 0.42% era amerindio, el 2.92% eran asiáticos, el 0.42% era isleño del Pacífico y el 5.83% eran de una mezcla de razas. Del total de la población, el 1.67% eran hispanos o latinos de cualquier raza.